# São Jorge em Velabro (diaconia)
São Jorge em Velabro (em latim, S. Georgii in Velabro) é uma diaconia instituída em 590, pelo Papa Gregório I, no antigo Fórum Boário. O título, que data do século VII, foi construído sobre as ruínas de um oratório do século V ou VI. De acordo com o Liber Pontificalis, Papa Zacarias deu a esta diaconia a cabeça de São Jorge.
Sua igreja titular é San Giorgio in Velabro.